# Édouard Lanteri
Pour les articles homonymes, voir Lanteri.
Édouard Lanteri, parfois orthographié Lantéri, né le 31 octobre 1848 à Auxerre et mort à Londres le 22 décembre 1917, est un sculpteur, médailleur, enseignant et écrivain britannique d'origine française.

## Biographie

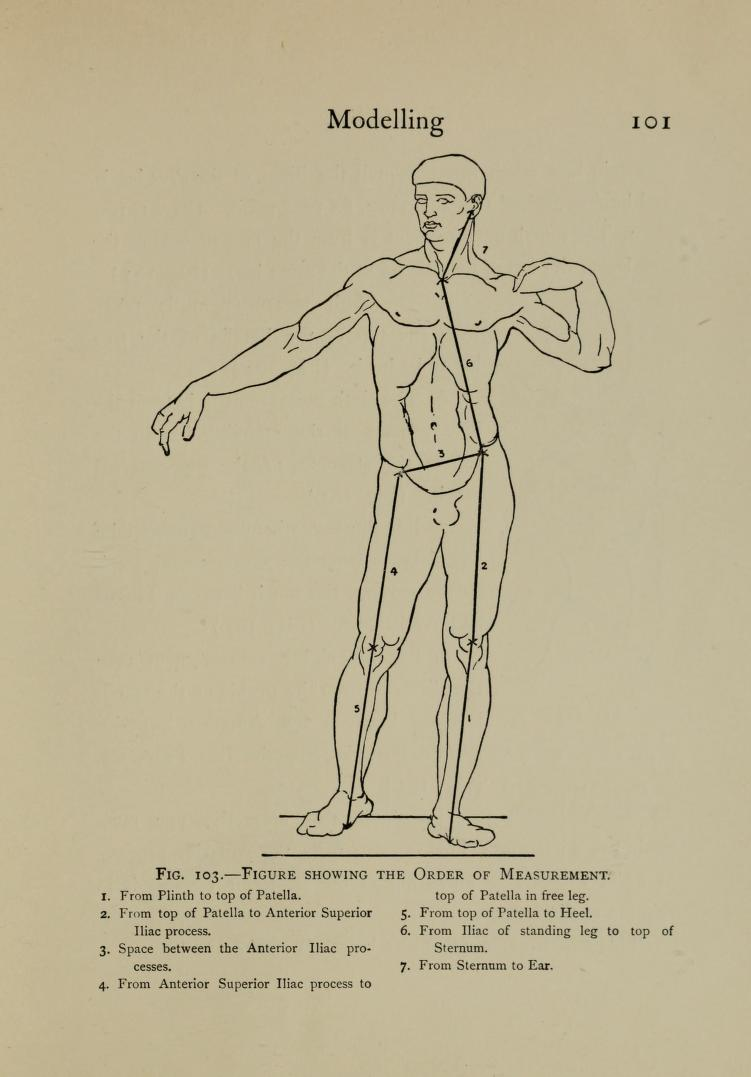
« Figure montrant l'ordre de mesure », illustration pour Modelling ; a guide for teachers and students (1902), p. 101.

Né à Auxerre, Édouard Lanteri est admis dans l'atelier d'Aimé Millet (1819-1891) à la Petite École de Dessin à Paris, puis il entre à l'École des beaux-arts de Paris dans les ateliers de Francisque Duret (1804-1869), d'Eugène Guillaume (1822-1905) et de Pierre-Jules Cavelier (1814-1894).
Une période de vaches maigres, pendant la guerre de 1870, l'a amené à travailler chez un ébéniste.
En 1872, sur la recommandation de son ami, condisciple et compatriote Jules Dalou (1838-1902), il part pour Londres et devient le collaborateur de Joseph Boehm (1834-1890) de 1872 à la mort de son patron en 1890, et influença un de ses élèves : Alfred Gilbert (1854-1934). Robert Glassby, qui était l'assistant principal de l'atelier de Boehm entre 1872 et 1890, se trouva à la suite de la mort de ce dernier dans le besoin. Édouard Lanteri organisa un fonds pour soutenir sa famille.
Il est enseignant à l'école municipale d'art de Birmingham de 1888-1889. Il devient membre de l'Art Workers' Guild de 1901 à 1906, membre de la Société royale des sculpteurs britanniques de 1905 à 1917, et participe régulièrement à de nombreux salons artistiques.
La plus grande partie de son œuvre est réalisée en terre, puis moulée et coulée en bronze, suivant la technique de la cire perdue, mais il travaille également la pierre en taille directe. Il produit des bustes, des statuettes, et des statues grandeur nature.
En 1874, il est nommé maître de modelage à la South Kensington School of Art (devenue plus tard Royal College of Art) à Londres, où enseigne également Alphonse Legros et, en 1900, il devient le premier professeur de la classe de modelage jusqu'en 1910. Il s'implique dans la sculpture architecturale et décorative pour l'architecte Aston Webb (1849-1930).
Il obtient sa naturalisation anglaise en 1901.
Entre 1902 et 1911, il décrit les techniques du modelage dans un ouvrage en trois volumes, Modelling ; a guide for teachers and students, préfacé par son ami Auguste Rodin, qui fait toujours autorité dans le domaine de la sculpture figurative classique.
Édouard Lanteri meurt le 22 décembre 1917 au 50, Perryn Road, East Acton à Londres.

## Œuvres dans les collections publiques
- Londres :
  - National Portrait Gallery : Sir Walter Sendall (en), 1902, buste en marbre[3].
  - Victoria and Albert Museum :
    - Sculptures décoratives (1891) sur la façade du musée ;
    - Alfred Stevens, 1911, buste en plâtre[4] ;
    - Richard Phené Spiers architecte, 1905, plaquette en bronze argenté ;
    - Travailleur, 1906 ;
    - Pêcheur et sirène, 1898, métal et bronze ;
    - Étude d'un chef, 1907, plâtre ;
    - Tête de Bohémien, 1907, plâtre ;
    - Mademoiselle Jane mai, 1908, plâtre ;
    - La Paix, 1908, plâtre ;
    - Rêverie, 1908, plâtre ;
    - Monseigneur, 1909, plâtre patiné ;
    - Le Sacristain, 1917.

## Médailles
- Augustus Harris, bronze[5].
- Sir Edgar Boehm RA, bronze[6].
- R. Phene Spiers, bronze[7].

## Publications
- (en) Modelling ; a guide for teachers and students, préface d'Auguste Rodin, 3 volumes, Londres, Chapman and Hall, 1902, 1904 et 1911.
- (en) Modelling and sculpting the human figure, Dover Publications Inc, 1902, 340.p., nouvelle édition, 1986.
- (en) Modelling and sculpting animals , Dover Publications Inc, 1902, nouvelle édition, 1986.

Œuvres d'Édouard Lanteri
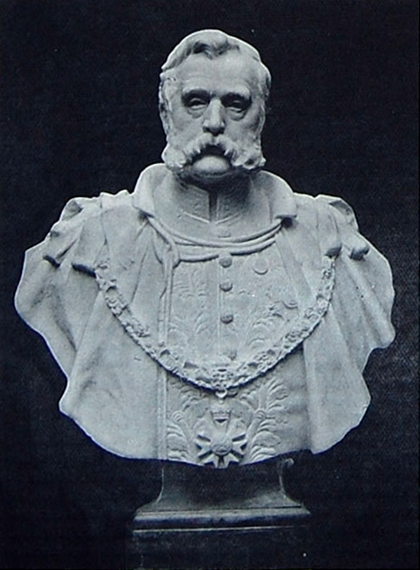
Sir Walter Sendall (en) (1902), marbre, Londres, National Portrait Gallery.
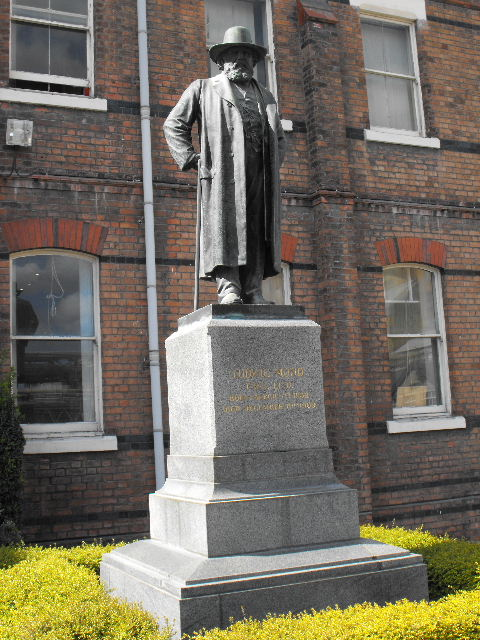
Monument à Ludwig Mond (1913), Northwich.
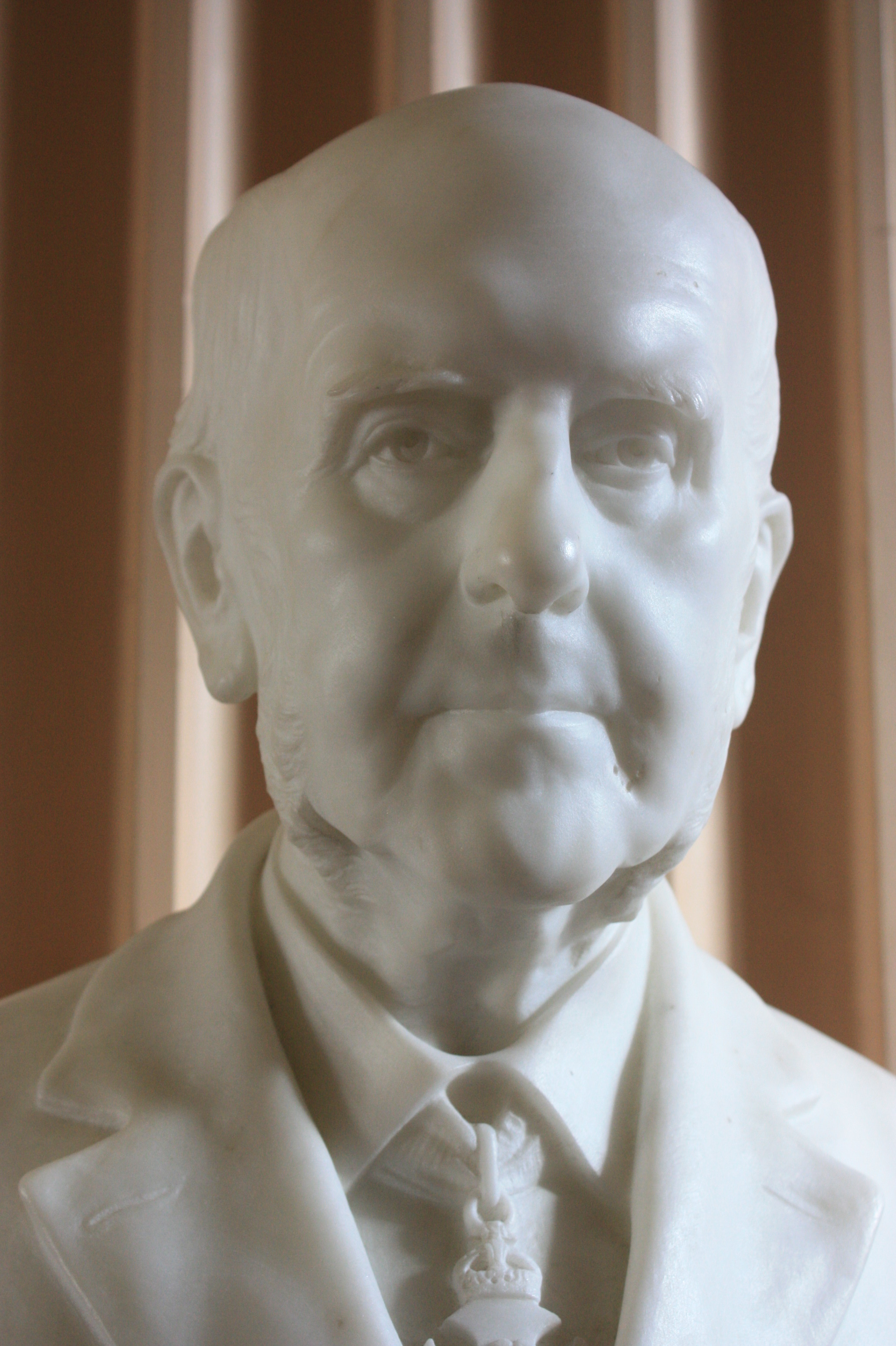
Sir Archibald Geikie (1916), détail du buste en marbre, collège de l'Université d'Édimbourg.

## Élèves
- Anne Crawford Acheson, vers 1907-1910.
- William Kellock Brown.
- Alexander Carrick.
- Charles Sargeant Jagger[8].
- Gilbert Ledward.
- Walter Marsden[9].
- Oliver Sheppard, de 1888 à 1891.
- Clare Sheridan.
- Francis Shurrock.
- Albert Toft.
- Charles Wheeler, de 1912 à 1917.
- Lucy Gwendolen Williams, de 1895 vers 1897.
- Francis Derwent Wood[10].

### Iconographie
- Alphonse Legros , Portrait d'Édouard Lanteri, 1898, dessin à la mine d'argent, Paris, musée d'Orsay.